# Oraovice
Oraovice este un sat din municipiul Podgorica, Muntenegru. Conform datelor de la recensământul din 2003, localitatea are 14 locuitori (la recensământul din 1991 erau 25 de locuitori).

## Demografie
În satul Oraovice locuiesc 14 persoane adulte, iar vârsta medie a populației este de 61,7 de ani (62,1 la bărbați și 61,5 la femei). În localitate sunt 9 gospodării, iar numărul mediu de membri în gospodărie este de 1,56.
Populația localității este foarte eterogenă.
|  |

| Demografie | Demografie | Demografie |
| An         | Locuitori  | Locuitori  |
| ---------- | ---------- | ---------- |
|            |            |            |
|            |            |            |
|            |            |            |
|            |            |            |
| 1948       | 150        |            |
| 1953       | 161        |            |
| 1961       | 152        |            |
| 1971       | 73         |            |
| 1981       | 36         |            |
| 1991       | 25         | 25         |
| 2003       | 16         | 14         |

| \| Componența etnică conform recensământului din 2003[2] \| Componența etnică conform recensământului din 2003[2] \| Componența etnică conform recensământului din 2003[2] \| Componența etnică conform recensământului din 2003[2] \| Componența etnică conform recensământului din 2003[2] \| \| ----------------------------------------------------- \| ----------------------------------------------------- \| ----------------------------------------------------- \| ----------------------------------------------------- \| ----------------------------------------------------- \| \| \| \| \| \| \| \| Sârbi \| Sârbi \| \| 8 \| 57,14% \| \| Muntenegreni \| Muntenegreni \| \| 6 \| 42,85% \| \| necunoscută \| necunoscută \| \| 0 \| 0% \| |              |  |   |        |
| Componența etnică conform recensământului din 2003 |              |  |   |        |
| |              |  |   |        |
| Sârbi | Sârbi        |  | 8 | 57,14% |
| Muntenegreni | Muntenegreni |  | 6 | 42,85% |
| necunoscută | necunoscută  |  | 0 | 0%     |